# マイク・ディミュロ
- マイク・ディミューロ

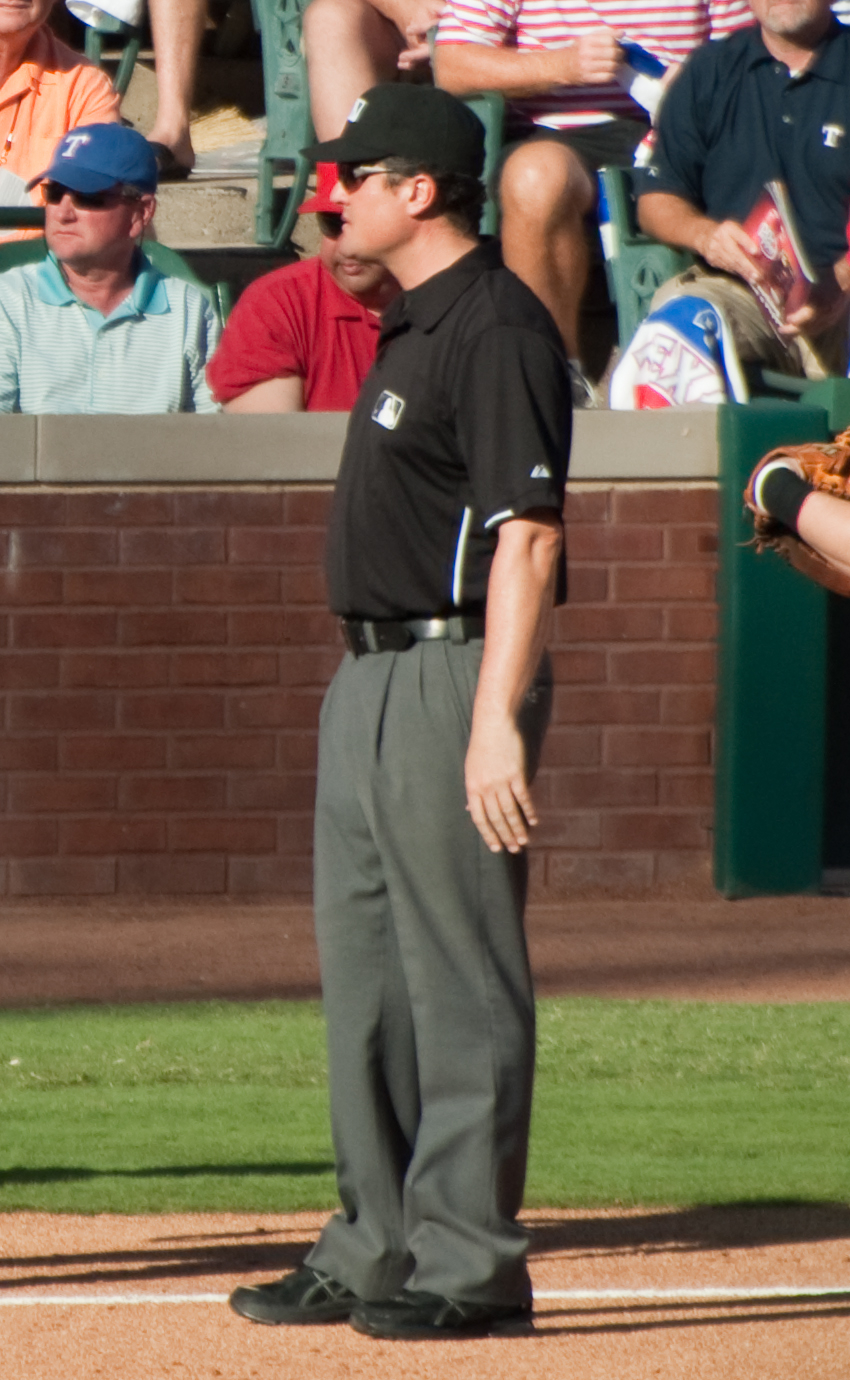
マイク・ディミュロ

マイク・ディミュロ（Mike DiMuro）ことマイケル・ライアン・ディミュロ（Michael Ryan DiMuro、1967年10月12日 - ）は、アメリカ合衆国ニューヨーク州ダンカーク出身の野球審判員。ディミューロとも表記される。マイナーリーグの審判員を経て、1997年に日本プロ野球の審判員を務めたのち、1999年からメジャーリーグの審判員を務めている。
父のルー・ディミュロも1963年から1982年までメジャーリーグの審判員を務めていた。息子のケーシーも現在マイナーリーグのルーキーリーグで審判員を務めている。

## 来歴
1990年にサンディエゴ大学を卒業し、ジム・エバンス審判学校に入学。翌1991年にルーキー級アリゾナリーグで審判員デビュー。1992年にはA級カリフォルニアリーグに昇格。1993年と1994年にはAA級テキサスリーグで腕を磨くなど着実にステップを上がり、1996年にはAAA級のパシフィックコーストリーグへ。若手審判員の中でもメジャーに一番近い審判員と言われていた。1997年には日米間交流の一環として日本のセントラル・リーグに派遣されたが、シーズン途中に辞任し帰国した（後述）。
帰国後は再びパシフィックコーストリーグで審判員を務め、1999年にメジャーデビュー。球審としてトム・グラビンの200勝となった試合やロジャー・クレメンスの250勝となった試合を務めている。また、2005年にはコメリカ・パークで行われたオールスターゲームで三塁塁審を務めた。
なお、メジャーリーグでの審判番号は16。この番号は父・ルーがメジャーでつけていた番号と同じである。
2019年7月18日、MLBはディミュロの審判引退を発表した。

## 1997年の訪日と離日
1997年、セントラル・リーグ会長の川島廣守は、日米間での野球の交流、特にアメリカでの最新の野球技術を日本に導入することを決め、その手始めとして審判技術の向上を目標とした。セ・リーグ事務局はメジャーリーグ機構に依頼し、メジャーリーグの審判員かそれに準ずるレベルの審判員を派遣してほしいと要請した。メジャーリーグ機構側は、メジャーに昇格した審判員を日本に派遣することは難しいと回答したが、それに近いレベルを持つ審判員として、近い将来メジャーに昇格することが確実視されていたディミュロを派遣した。
ディミュロは同年2月に訪日し、オープン戦からセ・リーグ審判員として試合に臨んだ。しかし、ストライクゾーンを日本球界の一般的なものからより外に広く内に狭くジャッジしていたことや、当時の日本で採用されていた「カウンタークロックワイズ・フォーメーション」という審判員の立ち位置に関する取り決めやディミュロ自身が日本語が日常会話程度すらも出来ない、全くの素人であったことで言語の壁でコミュニュケーションが取れないという事態が起こり、他の審判員との連携がうまく取れなかったり、日本語が出来ないディミュロとの意思疎通が極めて難しいことで、現場からは不満が噴出することになった。その一方で、ディミュロを招聘した川島は彼の擁護に努め、「これがアメリカの野球であるということを理解してほしい」と、ディミュロを積極的に用い続けた。
同年5月17日の阪神対ヤクルト戦（甲子園球場）では、判定に抗議し、ディミュロの腹部を指で突いた阪神吉田義男監督を退場処分にした。この退場について、ディミュロ本人は「抗議を受け付けようとしたのに通訳を追い返し、ヨシダは意思の疎通を図ろうしなかった。自分の意見を言うだけでなく、私の判断も通訳を交えてきちんと聞いてもらいたかった。それになぜ体に触れる必要があるのか。ルールブックどおり退場だ」と説明したが、責任審判の井野修一塁塁審は「暴言がありましたので吉田監督を退場処分とします」と場内アナウンスで説明し、試合後、記者団に「吉田監督が退場に値するほどの暴言を吐いたのか？」と問われると、「（ディミュロと吉田の）2人の間でどんな会話があったのか、分からない。一方的に抗議を続けたのが退場の理由だった。しかし、あの行為での退場はこれまで例がないので、何と言っていいか分からず、暴言という言葉に集約した」と歯切れの悪い曖昧な受け答えに終始した。これは、ディミュロと日本の審判団との考え方の違いのみならず、両者間の意思疎通が出来ていない事を示す出来事であった。
そして、同年6月5日の中日対横浜戦（長良川球場）でディミュロの判定を巡り致命的な事件が起きる。この試合の6回裏、中日の大豊泰昭が打席に立った場面で、球審のディミュロは西清孝の投じた2球目、外角低めの際どい球をストライク判定した。これに対し納得のいかない大豊は「ホワイ、ストライク?」と抗議したものの、その場は一旦収まった。ところが3球目の更に大きく外れた明らかなボール球に対して、直前の大豊から受けた抗議に対する報復としてストライクと判定（当時のメジャーではよくあるいわゆる審判にクレームを付けたことに対する報復判定）。この判定に激昂した大豊がディミュロに詰め寄ろうとすると、ディミュロは大豊に対して即座に退場を宣告。直後に激昂した中日の監督星野仙一およびコーチ数名がディミュロを取り囲みバックネット方向に追い詰め、罵声を浴びせたりする事態となった。大豊の著書に、「横浜側も「あれは酷かった。誰が見てもボールだった」と言っていた」と記されている。
メジャーリーグにおいては基本的には審判員の判定は絶対視されており、誤審を受けた場合、そのもの選手本人や監督コーチが一人で抗議することはあるが、基本的には選手が公然と判定に異議を唱えることはおろか、集団で囲んで猛抗議を行うなどということは有り得ないものであった。大きなカルチャーショックを受けたディミュロは試合後、「自分のアンパイアとしてのキャリアの中で経験したことのない恐怖感を覚えた」とコメント。翌日セ・リーグ事務局に辞表を提出した。当初事務局は慰留に努めていたが、長良川球場での一件がアメリカで大きく報じられ、メジャーリーグ機構も日本に審判員を派遣するメリットがないと判断、セ・リーグ事務局にディミュロを帰国させるよう要望してきた。
なお、ディミュロの帰国後、現在まで日本プロ野球では外国人審判員を採用していない。また、ディミュロの審判員袖番号は4。

## 物議を醸した判定
- 2008年5月23日に行われたニューヨーク・ヤンキース対シアトル・マリナーズ戦の2回裏、2打席連続の見逃し三振の判定にイチローが抗議し、これに呼応してベンチから飛び出して判定に異議を唱えた監督のジョン・マクラーレンに対して主審のディミュロは退場を宣告。試合後、イチローはこの件に関し、「審判が退場すべき」「大豊さんの気持ちが分かった」と発言した[5]。
- 2008年9月19日にトロピカーナ・フィールドで行われたタンパベイ・レイズ対ミネソタ・ツインズ戦の4回裏、レイズのカルロス・ペーニャが放った打球を一塁塁審だったデイミュロはフェンス間際でファンが触ったと判断し二塁打と判定したが、その後ビデオ判定で本塁打と訂正された。これがメジャーリーグで史上初めてビデオにより審判員の判定が覆ったケースとなった[6]。
- 2012年6月26日に行われたヤンキース対クリーブランド・インディアンス戦の7回表、左翼手がスタンドに飛び込みながら捕球を試みたもののボールをこぼした場面で、三塁塁審のディミュロは落球の確認を怠り、誤ってアウトの判定を下した[7]。これに怒って抗議した打者のジャック・ハナハンに退場を宣告したこともあり、試合後に大きな問題となった。

## その他
日本時代のディミュロはトラブルが多かったが、藪恵壹（阪神）は「ストライクゾーンが確立されていて、それが絶対に変わらなかった」とディミュロの判定能力を高く評価している。